# Glenea salvazai
Glenea salvazai är en skalbaggsart som beskrevs av Maurice Pic 1943. Glenea salvazai ingår i släktet Glenea och familjen långhorningar.
Artens utbredningsområde är Laos. Inga underarter finns listade i Catalogue of Life.